# L'Oiseau d'argile
Pour plus de détails, voir Fiche technique et Distribution.
L'Oiseau d'argile (en bengalî : মাটির ময়না, Matir moina) est un film franco-bangladais réalisé par Tareque Masud, sorti en 2002. 
Fondé sur l'expérience personnelle de Masud, il raconte la vie d'un enfant envoyé dans une madrassa à la fin des années 1960, alors que le pays connaît une montée des tensions religieuses et séparatistes. Bien que ce film fasse référence à une période agitée, il dépeint ces évènements d'une manière intimiste à travers le regard du jeune protagoniste, de sa famille, ses professeurs et ses camarades. 
L'Oiseau d'argile a gagné plusieurs prix internationaux, mais fut censuré dans un premier temps au Bangladesh, où il suscita de vives polémiques au sein des différentes communautés religieuses. La censure fut finalement levée, et le film connut un succès populaire important[réf. nécessaire].

## Synopsis

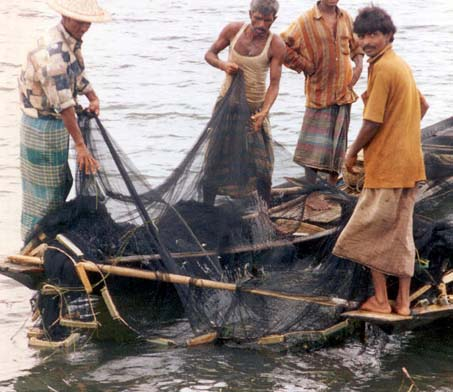
Pêcheurs bangladais.
Le film se concentre sur le milieu rural et traditionnel, où les personnages n'ont qu'une vision fragmentaire des évènements qui secouent le pays.

Le Pakistan des années 1960 est divisé en deux, séparé par les 3 000 km de l'Inde. Le pays connaît une montée des tensions religieuses et séparatistes. Anou, 12 ans, issu d'un petit village, est envoyé par son père autoritaire et dévot dans une madrassa, une école coranique, où il se lie d'amitié avec Rokoun, souffre-douleur de ses autres camarades de classe.

## Fiche technique
- Titre : L'Oiseau d'argile
- Titre original : মাটির ময়না (Matir moina)
- Titre anglais : The Clay Bird
- Réalisation : Tareque Masud
- Scénario : Tareque Masud et Catherine Masud
- Production : Catherine Masud
- Société de production : MK2
- Musique : Moushumi Bhowmik
- Photographie : Sudhir Palsane
- Montage : Catherine Masud
- Décors : Kazi Rakib et Sylvain Nahmias
- Costumes : Masuda Kazi
- Pays d'origine :  France
- Format : couleurs - 1,85:1 - Dolby Digital - 35 mm
- Durée : 94 minutes
- Date de sortie : 17 mai 2002 (Festival de Cannes)

## Distribution
Selon Catherine et Tareque Masud, le film n'est tourné qu'avec des acteurs non professionnels.
- Nurul Islam Bablu :  Anu
- Russell Farazi :  Rokoun
- Jayanta Chattopadhyay :  Kazi
- Rokeya Prachy :  Ayesha
- Soaeb Islam :  Milon
- Lameesa R. Reemjheem :  Asma
- Moin Ahmed :  Ibrahim
- Md. Moslemuddin :  Le directeur
- Abdul Karim :  Halim Mia
- Shah Akam Dewan :  Le marinier
- Golam Mahmud :  Shaheen
- Pradip Mittra Mithun :  Uttam
- Auyon Chowdhury :  Le troisième ami
- Masud Ali Khan :  Khan Bahadur
- Manjila Begum :  Chanteuse au concert
- Amena Khatun :  La mère de Taser
- Aynal Mia :  Chanteur au concert
- Nasima Aktar :  Chanteuse au concert
- Ibrahim Boyati :  Le chanteur du bateau

## Commentaires
Servi par une photographie soignée et des décors naturels majestueux, L'Oiseau d'argile est un film personnel et délicat. Issu d'un pays culturellement comme géographiquement divisé, le réalisateur Tareque Masud signe un plaidoyer pour la tolérance.[non neutre]

## Polémiques et censure

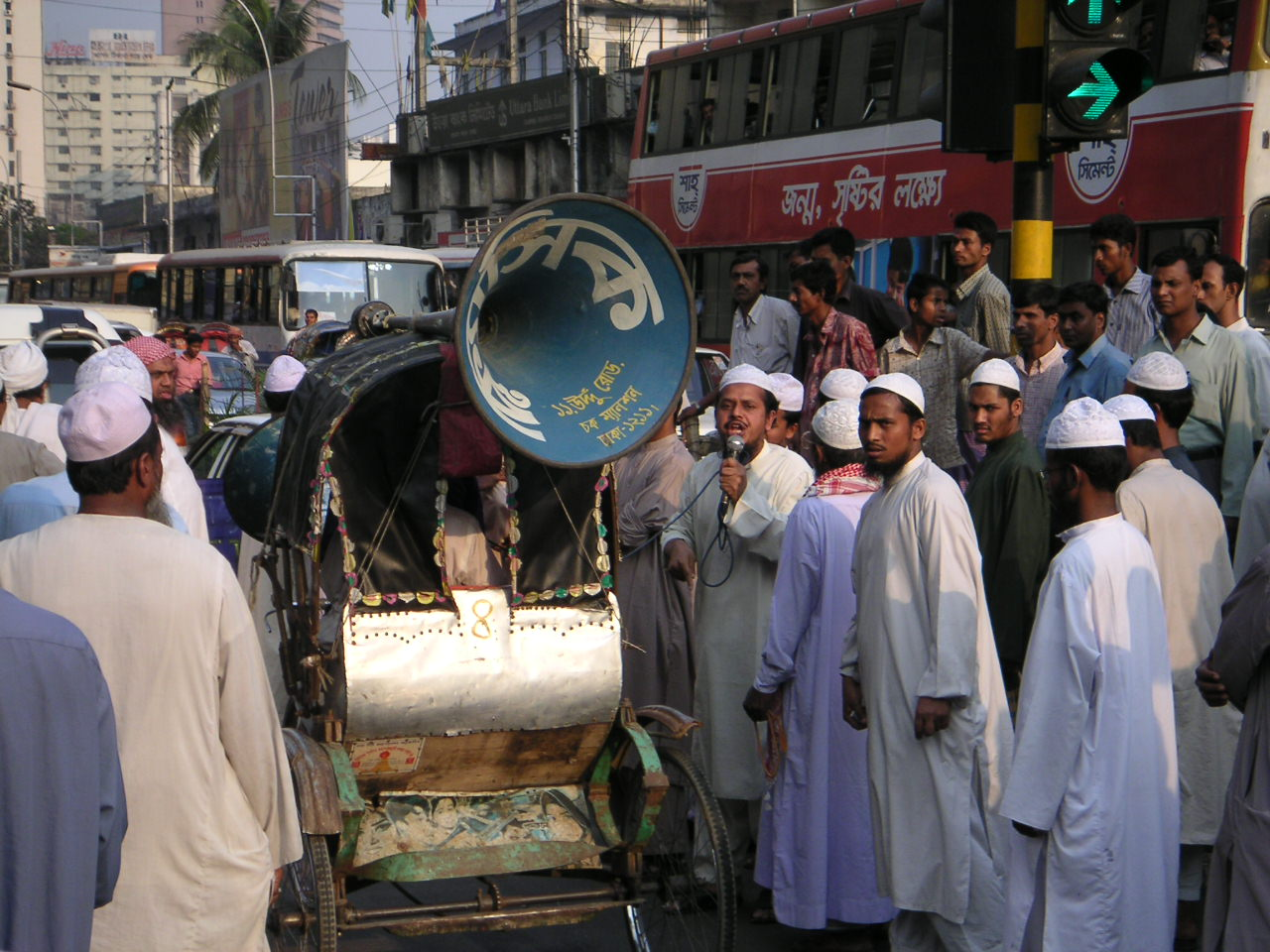
Manifestations d'étudiants de madrassas au Bangladesh

L'Oiseau d'argile est le premier long-métrage de fiction du Bangladesh à être sélectionné au Festival de Cannes, où il fit l'ouverture de la Quinzaine des réalisateurs. Dans le même temps, le Bureau de censure du Bangladesh estima que le film était trop sensible pour être projeté au Bangladesh, en raison de ses critiques envers la religion. Catherine et Tareque Masud gagnèrent en appel, et le film put être diffusé dans le pays fin 2002.

## Autour du film
- Le film est inspiré de l'enfance du réalisateur, Tareque Masud.
- Catherine Masud, l'épouse française du réalisateur bangladeshi, est coscénariste, productrice et monteuse du film.

## Distinctions

### Récompenses
- Prix FIPRESCI de la Quinzaine des réalisateurs au Festival de Cannes 2002.
- Meilleur scénario au Festival international du film de Marrakech de 2002
- Meilleur film, meilleure musique et meilleure photographie au Festival Karafilm de 2003

### Nominations
- « Golden Star » au Festival international du film de Marrakech de 2002
- Directors Guild of Great Britain : Meilleur film en langue étrangère (2004)

### Autres sélections
- Festival international du film d'Édimbourg de 2002
- Festival international du film de Montréal de 2002
- Festival international du film du Caire de 2002
- Festival « New Directors/New Films » de 2003
- Festival international du film de Palm Springs de 2003

## Source de la traduction
- (en) Cet article est partiellement ou en totalité issu de l’article de Wikipédia en anglais intitulé « Matir moina » (voir la liste des auteurs).